# Still a Sigure Virgin?
 (mai 2023).
La mise en forme du texte ne suit pas les recommandations de Wikipédia : il faut le « wikifier ».
Les points d'amélioration suivants sont les cas les plus fréquents. Le détail des points à revoir est peut-être précisé sur la page de discussion.
- Les titres sont pré-formatés par le logiciel. Ils ne sont ni en capitales, ni en gras.
- Le texte ne doit pas être écrit en capitales (les noms de famille non plus), ni en gras, ni en italique, ni en « petit »…
- Le gras n'est utilisé que pour surligner le titre de l'article dans l'introduction, une seule fois.
- L'italique est rarement utilisé : mots en langue étrangère, titres d'œuvres, noms de bateaux, etc.
- Les citations ne sont pas en italique mais en corps de texte normal. Elles sont entourées par des guillemets français : « et ».
- Les listes à puces sont à éviter, des paragraphes rédigés étant largement préférés. Les tableaux sont à réserver à la présentation de données structurées (résultats, etc.).
- Les appels de note de bas de page (petits chiffres en exposant, introduits par l'outil «  Source ») sont à placer entre la fin de phrase et le point final[comme ça].
- Les liens internes (vers d'autres articles de Wikipédia) sont à choisir avec parcimonie. Créez des liens vers des articles approfondissant le sujet. Les termes génériques sans rapport avec le sujet sont à éviter, ainsi que les répétitions de liens vers un même terme.
- Les liens externes sont à placer uniquement dans une section « Liens externes », à la fin de l'article. Ces liens sont à choisir avec parcimonie suivant les règles définies. Si un lien sert de source à l'article, son insertion dans le texte est à faire par les notes de bas de page.
- La présentation des références doit suivre les conventions bibliographiques. Il est recommandé d'utiliser les modèles {{Ouvrage}}, {{Chapitre}}, {{Article}}, {{Lien web}} et/ou {{Bibliographie}}. Le mode d'édition visuel peut mettre en forme automatiquement les références.
- Insérer une infobox (cadre d'informations à droite) n'est pas obligatoire pour parachever la mise en page.

Pour une aide détaillée, merci de consulter Aide:Wikification.
Si vous pensez que ces points ont été résolus, vous pouvez retirer ce bandeau et améliorer la mise en forme d'un autre article.
 (mai 2023).
Albums de Ling Tosite Sigure
just A moment
(2009)
Still a Sigure Virgin? (stylisé en still a Sigure virgin?) est le quatrième album studio du groupe de rock japonais Ling Tosite Sigure. Il a été publié le 22 septembre 2010,.

## Promotion
À la fin de janvier 2010, le groupe a entamé une tournée intitulée d'après la première piste de l'album, "I Was Music". La tournée comprenait 26 dates et s'est étendue jusqu'au 17 avril, mais ne comportait aucune nouvelle chanson, à l'exception de "I Was Music". Le groupe a également effectué une tournée de quatre dates en Angleterre en mai, comprenant deux concerts au festival The Great Escape à Brighton et deux concerts en solo à Londres. Après la sortie de l'album, le groupe a entrepris une tournée de 13 dates au Japon, intitulée Virgin Killer, qui a eu lieu de fin octobre à début décembre.
Plusieurs vidéos ont été diffusées sur des chaînes de musique vidéo pour promouvoir l'album. À la fin du mois de mars, une session spéciale en direct en studio intitulée Superfinal Sadistic Tornado Vibes a été diffusée sur la chaîne de musique japonaise Space Shower, présentant plusieurs nouvelles chansons de l'album. Deux clips ont été réalisés pour l'album, "I Was Music" et "Illusion Is Mine". "I Was Music" a été réalisé par Daisuke Shimada et tourné en une seule prise. "Illusion Is Mine" a été réalisé par Yasunori Kakegawa.
Le membre du groupe Pierre Nakano a été mis en avant sur la couverture d'octobre 2010 du magazine Rhythm & Drums, tandis que 345 a été présenté simultanément sur la couverture d'octobre du magazine Bass.

## Liste des pistes
Toutes les chansons ont été écrites et produites par TK
| 1.    | I was music               | 3:09 |
| 2.    | Secret G (シークレットＧ) | 4:10 |
| 3.    | Shandy (シャンディ)       | 4:30 |
| 4.    | this is is this?          | 4:22 |
| 5.    | a symmetry                | 4:51 |
| 6.    | ef                        | 4:48 |
| 7.    | Can you kill a secret?    | 3:08 |
| 8.    | replica                   | 4:09 |
| 9.    | illusion is mine          | 4:03 |
| 37:10 |                           |      |

## Classements
| Classements(2010)           | Meilleure place |
| --------------------------- | --------------- |
| Albums quotidiens Oricon    | 1               |
| Albums hebdomadaires Oricon | 1               |

### Ventes déclarées
| Graphique               | Ventes |
| ----------------------- | ------ |
| Ventes physiques Oricon | 45 000 |

## Historique des versions
| Région | Date              | Format         |
| ------ | ----------------- | -------------- |
| Japon  | 22 septembre 2010 | CD             |
| Japon  | 9 octobre 2010    | CD de location |